# لایونز ایر
لایونز ایر (به انگلیسی: Lions Air) یک شرکت هواپیمایی است که در تاریخ ۱۹۸۶ میلادی تأسیس شده است. دفتر مرکزی لایونز ایر در زوریخ، سوئیس واقع شده‌است و قطب این شرکت هواپیمایی در فرودگاه زوریخ قرار دارد.